# Endlessly
Endlessly é o segundo álbum de estúdio da cantora galesa Duffy, lançado dia 26 de Novembro de 2010 no Reino Unido pela A&M Records, e dia 7 de Dezembro pela Mercury Records nos Estados Unidos, e Universal Music no Brasil. Duffy trabalhou quase que exclusivamente com Albert Hammond em Endlessly, sendo que apenas uma das canções do álbum não foi escrita por Hammond e Duffy. Quatro das canções receberam colaborações adicionais ou coprodução de Stuart Price. Também há colaboração musical de The Roots e Questlove. Musicalmente, o álbum segue os traços de soul explorados por Duffy em seu primeiro álbum Rockferry, embora uma variedade de outros gêneros musicais também foram explorados, como disco e soft rock, o que ocasionou comparações à cantoras pop como Kylie Minogue. Foi publicado que Endlessly foi totalmente escrito em três semanas, entretanto as gravações aconteceram durante o período entre 2009 e 2010.
O álbum recebeu da crítica opiniões mistas, com declarações de que Duffy hesitou ao sair de sua zona de conforto, embora também tenha sido definido como um "segundo trabalho apropriado"; ou como "effortlessly" (algo feito sem esforço algum), um trocadilho com o título do álbum; e também foi frequentemente comparado à Rockferry, em aspectos de opiniões da crítica ou de desempenho comercial. Vocalmente, o falsete e o vibrato de Duffy foram tanto criticados quanto elogiados, sendo chamados de "delicioso para alguns e enjoativo para outros". Comercialmente, Endlessly não repetiu o sucesso de Duffy com seu álbum de estreia, alcançando apenas a posição 27 na Billboard 200. Porém alcançou o top 10 na Dinamarka, Finlândia, Grécia, Holanda, Suécia, Suíça e no Reino Unido. Recebeu certificado de ouro em três países europeus até então.
O único single de Endlessly, "Well, Well, Well" não obteve bom desempenho nas paradas de sucesso, e foi apenas um modesto hit, alcançando a vigésima-sétima posição na European Hot 100 Singles, e a vigésima posição no Reino Unido. A música conta com uma batida executada pelo grupo de hip hop americano The Roots. Duffy promoveu o álbum extensivamente ao redor do mundo, com performances em diversos programas de televisão e concedendo entrevistas a mídias impressas. Um EP ao vivo com as canções do álbum foi lançado na Alemanha em 2011, e planos para uma turnê são definidos como "em breve" no site oficial de Duffy. Todavia, desde o lançamento de Endlessly foi anunciado que Duffy faria uma longa pausa na indústria musical antes de trabalhar em seu terceiro álbum, e o segundo single à ser lançado, "My Boy", foi cancelado, ainda que um mix da canção tenha sido lançado digitalmente.

## Alinhamento de faixas
- Todas as canções foram escritas e produzidas por Albert Hammond e Aimée Ann Duffy exceto "Girl", escrita por Don Paul e Paddy Chambers.
- Produção adicional por Stuart Price em "Keeping My Baby", "Don't Forsake Me" e "Lovestruck", e co-produção em "Well, Well, Well". Arranjo de cordas por Oliver Kraus.

| N.º            | Título               | Duração |  |
| 1.             | "My Boy"             | 3:27    |  |
| 2.             | "Too Hurt to Dance"  | 3:15    |  |
| 3.             | "Keeping My Baby"    | 2:49    |  |
| 4.             | "Well, Well, Well"   | 2:45    |  |
| 5.             | "Don't Forsake Me"   | 4:01    |  |
| 6.             | "Endlessly"          | 2:59    |  |
| 7.             | "Breath Away"        | 4:12    |  |
| 8.             | "Lovestruck"         | 2:52    |  |
| 9.             | "Girl"               | 2:26    |  |
| 10.            | "Hard for the Heart" | 4:57    |  |
| Duração total: | Duração total:       | 33:52   |  |

| Edição da Amazon MP3 com faixa bônus |                     |         |  |
| N.º                                  | Título              | Duração |  |
| 11.                                  | "My Boy" (Acústico) | 3:32    |  |
| Duração total:                       | Duração total:      | 37:16   |  |

| Edição da Barnes & Noble com faixa bônus |                        |         |  |
| N.º                                      | Título                 | Duração |  |
| 11.                                      | "Endlessly" (Acústico) | 3:03    |  |
| Duração total:                           | Duração total:         | 37:10   |  |

| Streaming do Spotify com faixas bônus/Spotify Session EP |                               |         |  |
| N.º                                                      | Título                        | Duração |  |
| 11.                                                      | "Don't Forsake Me" (Acústico) | 4:08    |  |
| 12.                                                      | "Endlessly" (Acústico)        | 3:16    |  |
| 13.                                                      | "Well, Well, Well" (Acústico) | 2:43    |  |
| 14.                                                      | "Mercy" (Acústico)            | 3:34    |  |
| Duração total:                                           | Duração total:                | 46:33   |  |

| Edição da iTunes Store com faixas bônus |                                 |         |  |
| N.º                                     | Título                          | Duração |  |
| 11.                                     | "Well, Well, Well" (Videoclipe) | 2:45    |  |
| 12.                                     | "Encarte Digital"               |         |  |
| Duração total:                          | Duração total:                  | 36:37   |  |

## Histórico de lançamento
Edição padrão
| País           | Data                   | Gravadora            |
| -------------- | ---------------------- | -------------------- |
| Alemanha       | 26 de Novembro de 2010 | Polydor              |
| Reino Unido    | 29 de Novembro de 2010 | A&M Records, Polydor |
| Estados Unidos | 7 de Dezembro de 2010  | Mercury Records      |
| Brasil         | 7 de Dezembro de 2010  | Universal Music      |